# Mike Adamle
(en) Statistiques sur pro-football-reference
Michael David Adamle (né le 4 octobre 1949) est une personnalité du catch et un ancien footballeur américain professionnel.

## Biographie
Mike Adamle a grandi à Kent où il fut diplômé de la Theodore Roosevelt High School.

Il a joué pour le Chiefs de Kansas City, les Jets de New York et les Bears de Chicago en NFL.

Adamle a plus de trente ans d'expérience dans les sports de télévision. Une grande partie de celles-ci a été consacrée à NBC Sports, où il était reporter pour divers événements. Il a été aussi le coanimateur d’American Gladiators de 1989 à 1996.

### World Wrestling Entertainment (2008)
Le 27 janvier 2008, Adamle a commencé à travailler comme interlocuteur pour la WWE au Royal Rumble. Il a ensuite travaillé comme commentateur de la ECW, avec Tazz en remplacement de Joey Styles où il fit de nombreuses erreurs et fut hué par la foule.
Le 28 juillet pendant un épisode de Raw, Shane McMahon a annoncé qu'Adamle était le nouveau Général Manager de Raw.

Adamle est difficile à cerner car il semble être impartial. En effet, ses décisions ne favorisent ni les catcheurs face ou heel. Cela justifie son statut de GM tweener. Impossible de savoir s'il fera un face-turn ou un heel-turn. Lors de la 800e de RAW, le 3 novembre, Adamle démissionne de son poste à la suite de l'accrochage qu'il a eu la semaine précédente avec Randy Orton.